# Love You to Pieces
Love You to Pieces är den amerikanska heavy metal-gruppen Lizzy Bordens debutalbum, släppt på etiketten Metal Blade den 1 juli 1985. Albumet utgavs på LP, kassett och CD.

## Låtlista
| 1. | Council for the Cauldron | 3:12 |
| 2. | Psychopath               | 3:38 |
| 3. | Save Me                  | 4:03 |
| 4. | Red Rum                  | 3:53 |
| 5. | Love You to Pieces       | 4:29 |

| 6.  | American Metal | 5:54 |
| 7.  | Flesheater     | 4:52 |
| 8.  | Warfare        | 5:54 |
| 9.  | Godiva         | 2:29 |
| 10. | Rod of Iron    | 4:32 |

| 11.          | Wild One (demo)       | 3:17  |
| 12.          | Whiplasher (livedemo) | 2:23  |
| 13.          | Warfare (livedemo)    | 2:26  |
| 14.          | Dirty Pictures (demo) | 3:44  |
| Total längd: | Total längd:          | 52:41 |

## Medverkande
- Lizzy Borden (Gregory Charles Harges) – sång, bakgrundssång
- Gene Allen – gitarr, bakgrundssång
- Tony Matuzak – gitarr
- Michael Davis – elbas, bakgrundssång
- Joey Scott Harges – trummor, bakgrundssång